# Astrolingüística
L'astrolingüística és un camp de la lingüística relacionat amb la cerca d'intel·ligència extraterrestre (SETI).

## Primers experiments soviètics
El primer intent de construir un llenguatge per a la comunicació interplanetària va ser el llenguatge AO creat pel filòsof anarquista Wolf Gordin (germà d'Abba Gordin) als seus llibres Gramàtica per a la llengua de la humanitat AO (Grammar of the Language of the Mankind AO, 1920) i Gramàtica del llenguatge AO (Grammar of the Language AO, 1924). El va presentar com a llenguatge per a la comunicació interplanetària en la Primera Exposició Internacional de Màquines i Mecanismes Interplanetaris (dedicada al 10è aniversari de la Revolució Russa i al 70è aniversari del naixement de Tsiolkovsky) a Moscou, el 1927.
L'objectiu declarat de Gordin era construir un llenguatge que no fos "fetitxitzador", no "sociomorf", no basat en el gènere i no classista. El disseny del llenguatge es va inspirar en la poesia futurista russa, la filosofia panarquista dels germans Gordin i les primeres observacions de Tsiolkovsky sobre possibles missatges còsmics (que donaven suport a les idees posteriors de Hans Freudenthal). No obstant això, Sergei N. Kuznetsov assenyala que "Gordin no defineix enlloc el seu llenguatge com aquell destinat a utilitzar-se en l'espai" i que "en cap de les seves obres tracta problemes de comunicació espacial, només esmenta" la comunicació interplanetària "de passada entre altres àrees tècniques."

## La llengua de Freudenthal
Una part integral del projecte SETI en general és la investigació en el camp de la construcció de missatges per a la intel·ligència extraterrestre, possiblement per transmetre’s a l'espai des de la Terra. En la mesura que aquests missatges es basen en principis lingüístics, es pot considerar que la investigació pertany a l'astrolingüística. La primera proposta en aquest camp va ser presentada pel matemàtic Hans Freudenthal a la Universitat d'Utrecht als Països Baixos, el 1960, al voltant del primer esforç del SETI a Greenbank als EUA. Freudenthal va concebre una Lingua Cosmica completa. El seu llibre LINCOS: Design of a Language for Cosmic Intercourse sembla a primera vista no lingüístic, perquè els conceptes matemàtics són el nucli del llenguatge. Els conceptes, però, s'introdueixen en converses entre persones (Homo sapiens), de facto per mitjans lingüístics. Ho demostren els exemples innovadors presentats. El llibre va marcar una fita en l'astrolingüística. La revisió de Bruno Bassi així ho va testimoniar anys després. Bassi va assenyalar: “LINCOS existeix. Tot i el seu propòsit una mica efímer de fer "relacions còsmiques", continua sent una construcció lingüística i educativa fascinant, que mereix la seva existència com un altre joguet dissenyat per l'home". Freudenthal finalment havia perdut l'interès per crear més treballs a causa dels problemes creixents en l'aplicació de LINCOS "per a qualsevol cosa que no fos contingut matemàtic a causa dels diferents aspectes sociològics potencials dels receptors aliens".

## La llengua d'Ollongren
El concepte astrolingüística en la investigació científica es va crear com a tal el 2013 en la monografia Astrolingüística: Disseny d'un sistema lingüístic per a la comunicació interestel·lar basada en la lògica, escrita per l'astrònom i informàtic Alexander Ollongren, de la Universitat de Leiden, als Països Baixos. Aquest llibre presenta una nova Lingua Cosmica totalment diferent del disseny de Freudenthal. Descriu la manera com es pot formular la lògica de situacions en les societats humanes en la llengua, també anomenada LINCOS. Aquest sistema astrolingüístic, també dissenyat per utilitzar-se en la comunicació interestel·lar, es basa en la lògica constructiva moderna, que assegura que totes les expressions són verificables. No obstant això, a un nivell més profund i fonamental, l'astrolingüística es preocupa per la qüestió de si es poden identificar universals lingüístics que siguin potencialment útils en la comunicació a distàncies interestel·lars entre espècies d'intel·ligència. Segons el nou LINCOS, aquestes podrien ser certes descripcions lògiques de situacions i relacions específiques (possiblement en un sentit aristotèlic). La ressenya de Kadri Tinn Astronomia per humans (Astronomy for Humans) sobre el llibre d'Ollongren, va reconèixer aquest aspecte. Va escriure: "L'astrolingüística és l'estudi dels llenguatges interestel·lars i la possibilitat de comunicació mitjançant un llenguatge creat artificialment autònom i que no inclogui alguns aspectes dels llenguatges naturals... el nou Lingua Cosmica és un sistema de llenguatge basat en una lògica aplicada, la comprensió del qual es podria esperar d'una civilització que ha desenvolupat una tecnologia prou avançada per rebre emissions de ràdio."